# Domingo Drummond
Domingo Drummond Cooper (ur. 14 kwietnia 1957, zm. 23 stycznia 2002) – honduraski piłkarz grający na pozycji obrońcy, reprezentant kraju.

## Kariera klubowa
Domingo Drummond podczas piłkarskiej kariery występował w klubie Platense Puerto Cortés.

## Kariera reprezentacyjna
Domingo Drummond występował w reprezentacji Hondurasu w latach osiemdziesiątych. W 1980 wystąpił w eliminacjach Mistrzostw Świata 1982, w których Honduras po raz pierwszy w historii wywalczył awans do Mundialu. Rok później wystąpił na Mundialu w Hiszpanii w 1982. Na Mundialu wystąpił tylko w meczu grupowym z Jugosławią. W 1984 i 1985 wystąpił w przegranych eliminacjach Mistrzostw Świata 1986.